# Ewer
Ewer of De Ewer is een gehucht in de gemeente Het Hogeland in de Nederlandse provincie Groningen. Het ligt tussen Houwerzijl en Zuurdijk. Het gehucht bestaat uit een viertal boerderijen (Hayemaheerd, 't Huis Ewer, Nieuw Ewer en een naamloze boerderij van een fruitteler) en een vijftal arbeidershuisjes uit de tweede helft van de 19e eeuw. De wierde is intern verbonden door onverharde paden.
Ewer is ontstaan op een van de oudste wierden in dit deel van de provincie en wordt – net als de wierden Eenum en Groot Maarslag – in elk geval al sinds het begin van de jaartelling bewoond. Oorspronkelijk lag de wierde op de westoever van de Hunze, die toen nog uitmondde in de Waddenzee ter hoogte van waar nu Pieterburen ligt.
In de 15e eeuw komt de naam Ewe voor als hoofdelingengeslacht (Sicke toe Ewer(en), Iwe en Alrick toe Ewer). Iwe sneuvelde tijdens een gevecht om de Warfumerzijl in 1500, waarna er geen 'toe Ewer' meer wordt genoemd. Omdat er gesproken wordt van een inner- en een uterheminge wordt aangenomen dat er een steenhuis heeft gestaan, hoewel daar verder behoudens enkele in 1963 ontdekte fundamenten van kloostermoppen, geen sporen van bewaard zijn gebleven (zie ook kleine voormalige borgen en steenhuizen). In een oorkonde uit 1405 (afschrift uit Klauwboek van Tjassens uit 16e eeuw) wordt overigens wel een 'Ewenheert' genoemd. De rechten van deze Ewenheert werden later opgekocht door de Onsta's en Van Starkenborghs. In de tweede helft van de 19e eeuw verrezen er 5 arbeiderswoningen op Ewer. De drie huisjes aan de wegzijde dateren van omstreeks 1865 en die aan het zijpad op de wierde van omstreeks 1870 (het gepleisterde huis) en omstreeks 1885.
De naam Ewer komt ook voor als Eweweer, hetgeen dan wierde van Ewe zou betekenen, waarbij Ewe een eigennaam is.

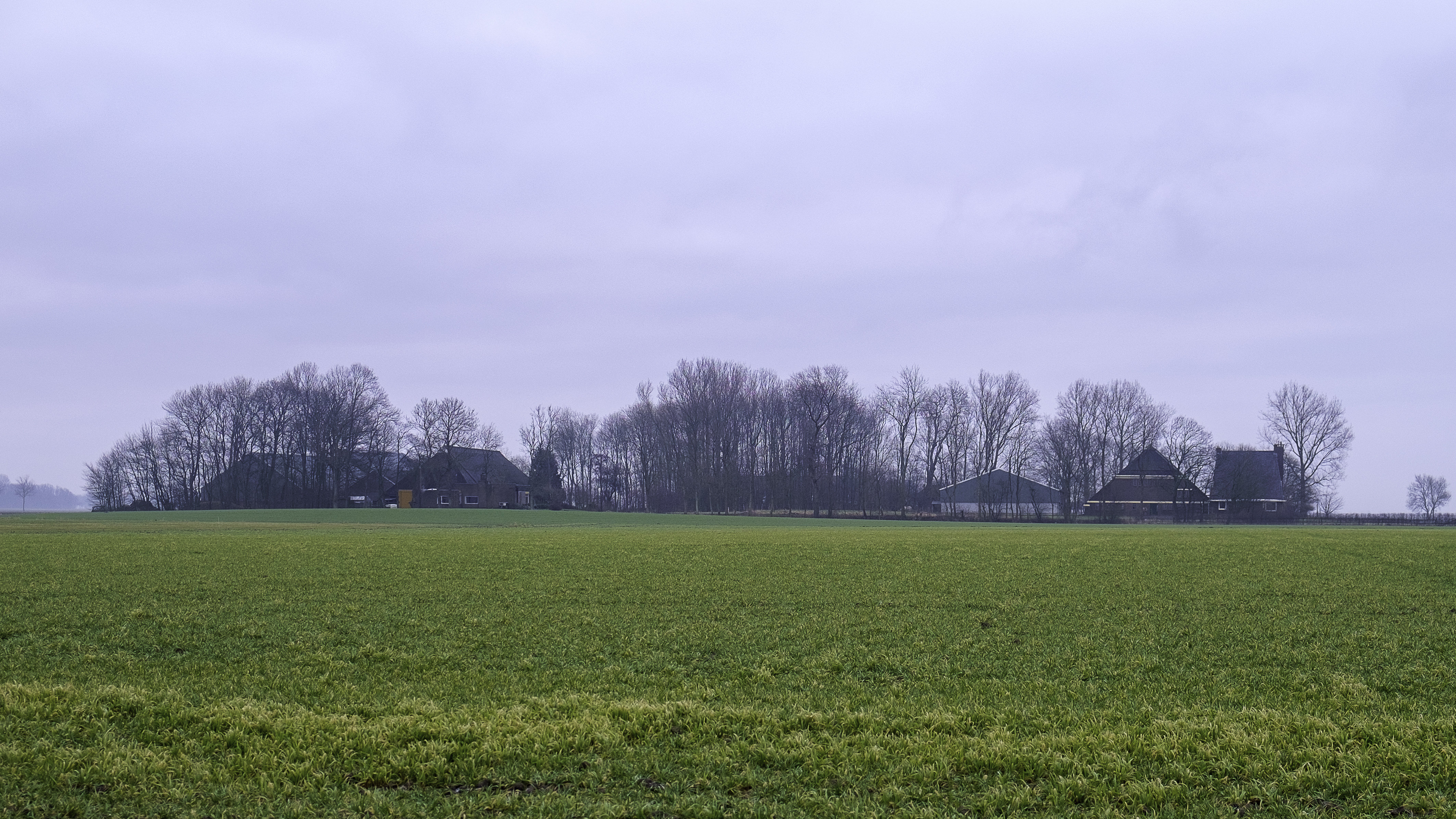
Contouren van Ewer vanaf het Zevenbruggenpad
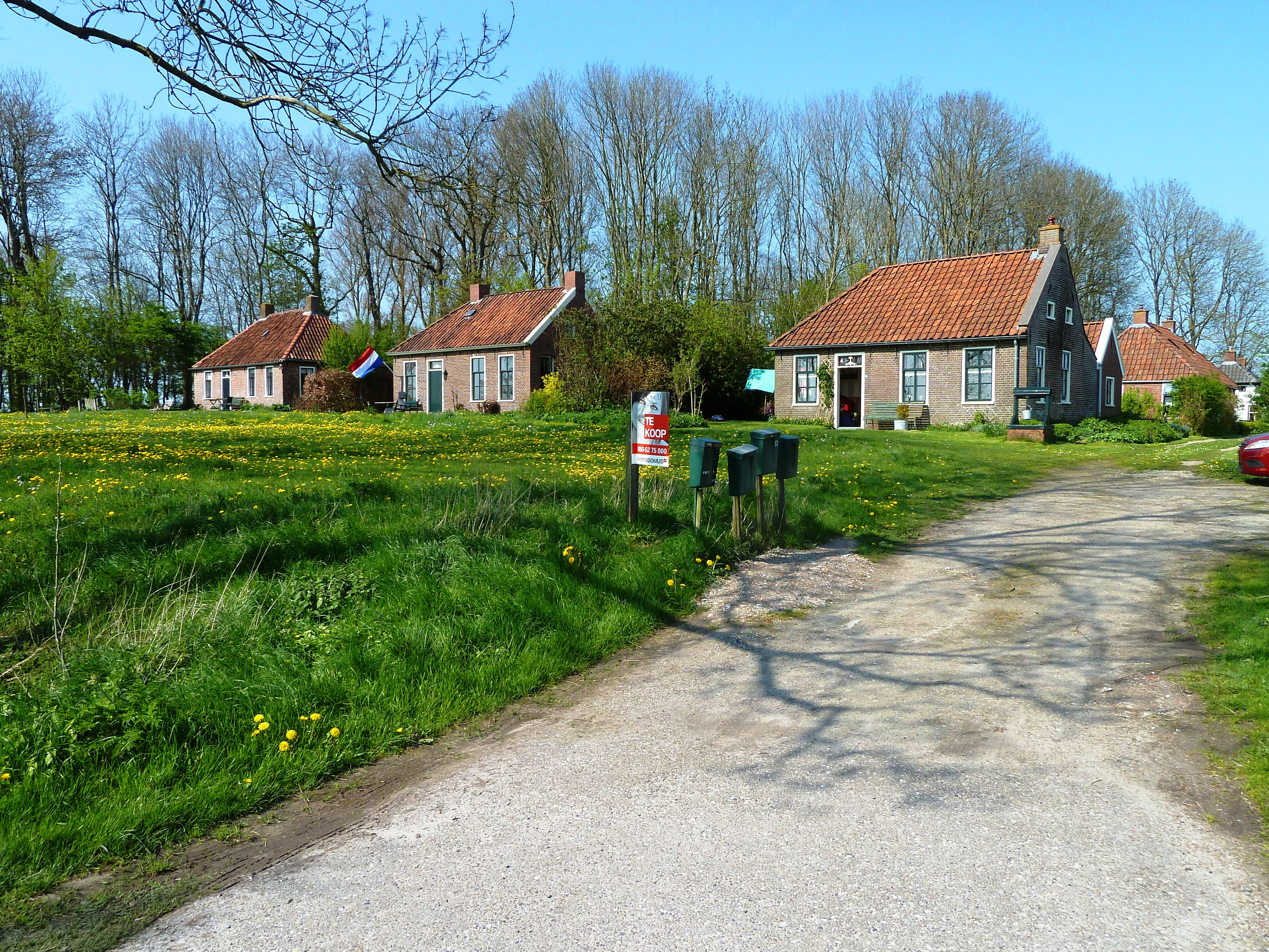
De 19e-eeuwse arbeidershuisjes in Ewer
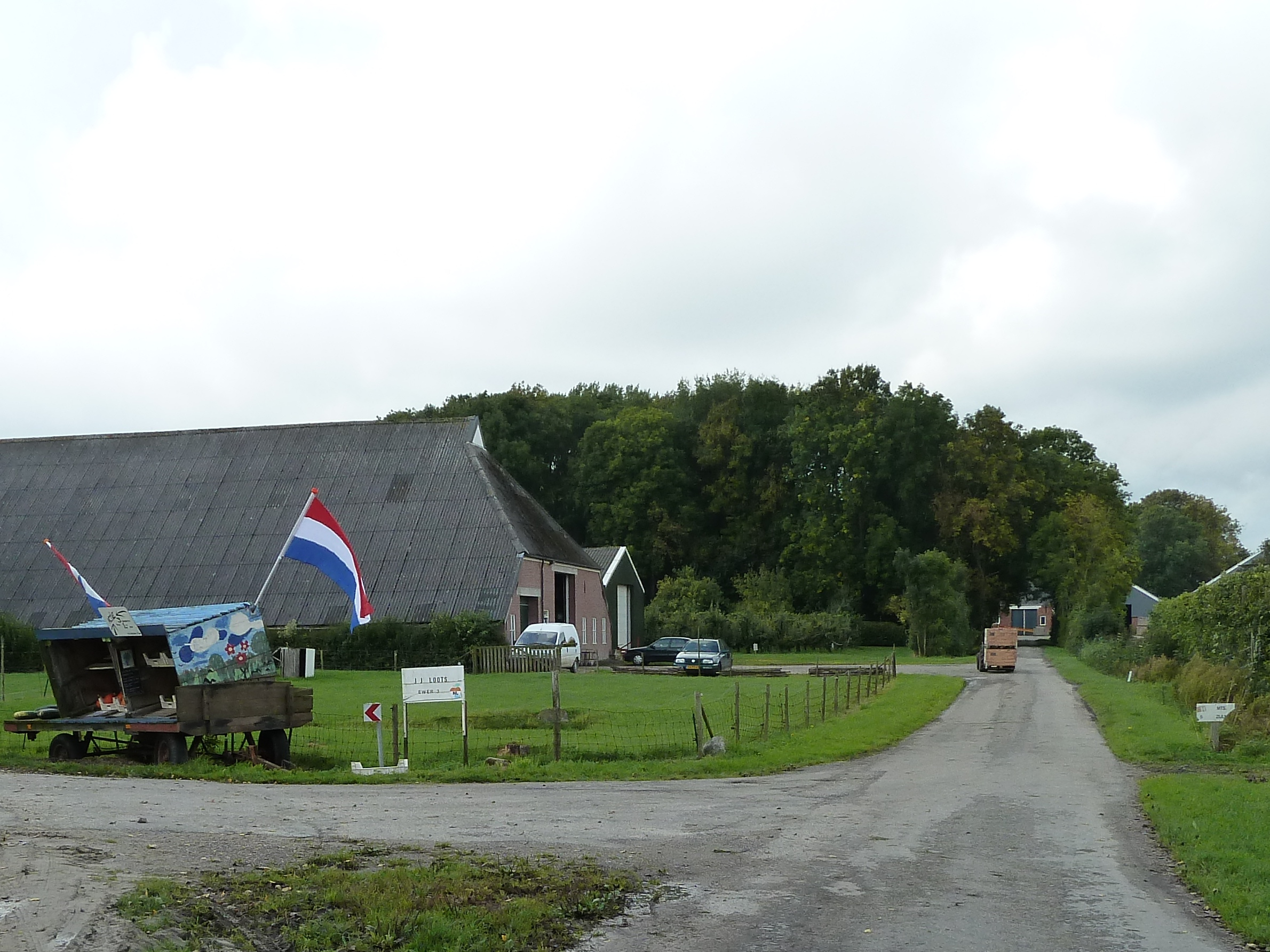
Ingang naar het fruitbedrijf met rechts de boomgaard.

Hoofdplaats: Uithuizen

Dorpen: Adorp · Den Andel · Baflo · Bedum · Eenrum · Eppenhuizen · Hornhuizen · Houwerzijl · Kantens · Kloosterburen · 't Lage van de Weg · Lauwersoog · Leens · Leenstertillen · Lutjewolde · Mensingeweer · Molenrij · Niekerk · Noordwolde · Oldenzijl · Onderdendam · Onderwierum · Oosteinde · Oosternieland · Pieterburen · Rasquert · Rodewolt · Roodeschool · Rottum · Saaxumhuizen · Sauwerd · Startenhuizen (deels) · Stitswerd · Tinallinge · Uithuizermeeden · Ulrum · Usquert · Vliedorp · Vierhuizen · Warffum · Warfhuizen · Wehe-den Hoorn · Westerdijkshorn · Westernieland · Wetsinge · Winsum · Zandeweer · Zoutkamp · Zuidwolde · Zuurdijk

Buurtschappen, gehuchten, wierden en buurten: 1e Nijhoezen · 2e Nijhoezen · 't Aagt · Abbeweer · Alinghuizen · Arwerd · Barnegaten · Bellingeweer · Bethlehem · Beusum · Bokum · Breede · Broek · Het Bultje · De Dingen · De Raken · De Vennen · Den Haver · Deikum · Doodstil · Douwen · Duisterwinkel · Eelswerd · Eemshaven · Elens · Ellerhuizen · Ernstheem · Ewer · Grijssloot · Groot Maarslag · Groot Wetsinge · De Haar · Hammeland · Den Hander · Harssens · Hefswal · Hekkum · Helwerd · Heuvelderij · Hiddingezijl · Holwinde · De Hoogte · De Horn · De Houw · 't Houweel · De Hucht · Kaakhorn · Katershorn · Kattenburg · Klei · Kleine Huisjes · Klein Garnwerd · Klein Maarslag · Klein Wetsinge · Kolham · Koningslaagte · Koningsoord · De Knijp · Kruisweg · Lutje Marne · Lutke Saaxum · Maarhuizen · (Marnehuizen) · Menkeweer · Menneweer · Midhalm · Midhuizen · Mollenhuizen · Nijenklooster · Noordpolder · Noordpolderzijl · Obergum · Oldenzijl · Oldorp · Oosterhorn · Oosterhuizen (Eenrum) · Oosterhuizen (Zuidwolde) · Oudedijk · Oudeschip · Paapstil · Panser · Plattenburg · Polen · Ranum · Reidland · Roodehaan · Schapehals · Schaphalsterzijl · Schilligeham · Schouwen · Schouwerzijl · Sint Annerhuisjes · 't Stort · De Streek · Takkebos · Ter Laan · Tijum · Valcum · Valom · Wadwerd · Walsweer · Westerhorn (De Marne) · Westerhorn (Hogeland) · Westerklooster · Westpolder · Wierhuizen · Wierum · 't Wildeveld · Willemsstreek · Zevenhuizen